# Río de la Hija
El río de la Hija nace en la sierra de la Paramera y es un afluente del Adaja.

## Recorrido
En su tramo inicial lleva el nombre de arroyo de la Meneagrande y nace en Los Hoyuelos a 1810 m un poco más arriba de una zona de pastos llamada Las Meneas en la Dehesa de los Baldíos de Ávila donde se sitúan varios arroyos que acaban en el cauce principal del luego llamado río de los Arroyuelos al que se une otro arroyo nacido en el paraje llamado El Hornillo a 1620 m.  Entre los 1600 y los 1500 m se localizan las Chorreras de Villacarlón en el arroyo de Menegrande.
Enseguida se encaja en un valle profundo entre el Risco del Cuervo (1613 m) y Los Espinos (1606 m). Continua descendiendo por la pendiente de Las Aleguillas y en la zona de Los Helechares recibe por la izquierda las aguas del Arroyo de los Picos que nace en Peña Maguillo a 1609 m. Poco antes de atravesar la carretera N-502 queda retenido en varias presas en donde se pesca la trucha. Pasa por La Hija de Dios donde ya toma el nombre de río de La Hija y por la Dehesa de Herreros ya en Blacha, en el término municipal de La Torre, donde desemboca en el río Adaja, en la parte llana del Valle de Amblés.
A lo largo del su recorrido había en el pasado dos molinos harineros, uno reconvertido en casa de campo y otro en ruinas.
En su vega se pueden ver huertos y prados que se riegan con su agua.